# Aeropuerto Touat Cheikh Sidi Mohamed Belkebir
El Aeropuerto Touat-Cheikh Sidi Mohamed Belkebir (IATA: AZR, OACI: DAUA) es un aeropuerto público ubicado a once km al sureste de Adrar, Argelia.

## Aerolíneas y destinos
| Aerolíneas  | Destinos |
| ----------- | -------- |
| Air Algérie | Argel    |